# Ania Rudy
Ania Rudy (* 1968 in Breslau, Polen) ist eine polnische Schauspielerin und Sängerin.

## Leben
Rudy wurde als Anna Maria Magdalena Małgorzata Dąbrowska 1968 in Wrocław geboren.
Mit 13 Jahren nahm sie nach der Lee-Strasberg-Methode Schauspielunterricht in Polen. Sie spielte in mehreren polnischen Kinofilmen mit, wobei ihr erster Film „White Dragon“ war.
Nachdem sie zur Miss Polen gekürt wurde, setzte sie ihren Schauspielunterricht bei den Actors Studios in New York City fort. Durch die Erfüllung eines lukrativen Modelvertrages in Frankreich finanzierte sie sich die New Yorker Schauspielausbildung.
Nach ihrem Aufenthalt in den USA ging Ania Rudy 1988 zurück nach Polen, heiratete den Fußballprofi Andrzej Rudy, brachte dort einen Sohn zur Welt und widmete sich verstärkt dem Familienleben. Danach forcierte Rudy ihre künstlerische Karriere in Deutschland und spielte in vielen namhaften Film- und Kinoproduktionen mit. Parallel zu ihrer Schauspielerei trat sie in verschiedenen TV-Shows wie der Harald Schmidt Show, B. trifft …, Gottschalk, Peep! etc. auf. In Formaten wie „Koschwitz“ oder Die Wochenshow auf Sat.1 stellte Ania Rudy auch ihr Comedytalent unter Beweis. Nach dieser Zeit folgte eine fünfjährige Pause. Im November 1997 zierte Ania Rudy die Titelseite des deutschen Playboy.
Ihre erste Solo-Single „Broken English“ erreichte die Airplay Charts. Anschließend folgte der erste deutschsprachige Titel „Ich schenk Dir diesen Tag“.
Ihre ersten musikalischen Erfolge feierte Ania Rudy unter anderem im Musical Loreley, in dem sie als Sängerin und Protagonistin mitwirkte. Des Weiteren wirkte sie in verschiedenen Musikproduktionen mit, wie z. B. als Duettpartnerin mit Pierre Brice. Aus dieser Komposition entstanden später u. a. die CDs „Gefühle“ und „Broken English“.

## Diskographie
- Musical Loreley; (Koblenz)
- Gefühle mit Piere Brice; CD (BMG)
- Broken English; CD
- Ich schenk’ Dir diesen Tag; Single
- Deine Liebe ist mein größtes Geschenk; Single
- Wings for life; Eigenkomposition

## Filmographie

### Deutsche Produktionen
- Stimme des Mordes; als Theresa
- 1998: Balko; als Kim in der 2. Folge der 3. Staffel: „Kalte Rache“
- 1997: Geisterjäger John Sinclair: Die Dämonenhochzeit
- 1997: Ein starkes Team (Fernsehserie, Folge Mordlust)
- 1998: Gigolo – Bei Anruf Liebe; als Gina
- 1998: Callboy; als Callboyagentur Chefin
- 1998: Und tschüss! Ballermann Olé; als Theresa
- 1998: Der König von St. Pauli; als Sonja (3 Episoden)
- 1999: Die Musterknaben 2
- 2000: Fußball ist unser Leben
- 2008: Putzfrau undercover (Film); als Anwältin

### Polnische Produktionen
- White Dragon (Weißer Drache)
- Dreszcze (Es überkam ihn ein Schaudern)
- Na całość (Geh auf's Ganze)
- Podróż do Polski (Ausflug nach Polen)